# Поклонение младенцу Христу (картина Альбертинелли)
«Поклонение младенцу Христу» — картина-тондо итальянского художника эпохи Возрождения Мариотто Альбертинелли из собрания Государственного Эрмитажа
Ранняя история картины неизвестна, считается что она написана около 1505 года. В 1819 году её нашел в Париже генерал-лейтенант князь В. С. Трубецкой, находившийся там после Ахенского конгресса и по приказу Александра I занимавшийся подбором и выкупом произведений искусства для Императорского Эрмитажа. Картина была приобретена и в момент покупки считалась работой фра Бартоломео. В 1867 году была переведена реставратором А. Сидоровым с дерева на холст. Выставляется в здании Большого (Старого) Эрмитажа в зале 212.
В 1828 году французский историк И. Г. Шнитцлер предположил что картина может быть отнесена к школе Перуджино. 1863 году картину в Эрмитаже осмотрел Г. Ф. Вааген, который также отметил влияние Перуджино, но счёл картину работой Джироламо дель Паккья, и под его именем она числилась в эрмитажных каталогах вплоть до 1888 года. Однако сомнения в авторстве оставались и в каталогах до 1899 года она обозначалась как дель Паккья со знаком вопроса. Начиная с 1899 года картина числилась как работа неизвестного художника флорентийской школы XVI века. В 1911 году главный хранитель картинной галереи Эрмитажа Э. К. Липгарт первым назвал имя Альбертинелли как возможного автора и с того времени картина числилась работой мастерской Альбертинелли. Начиная в 1958 года картина значится работой самого Альбертинелли .
Первоначальное авторство фра Бартоломео было названо по аналогии с его тондо из Галереи Боргезе в Риме, написанное в 1499 году. Альбертинелли очень тесно сотрудничал с фра Бартоломео и явным образом заимствовал композицию и отдельные детали из его работы. Подобный сюжет нередок в творчестве Альбертинелли. Так у него существует несколько очень близких произведений: тондо в Монреальском музее изящных искусств, в парижской галерее Сарти, прямоугольная картина в собрании Института искусства Курто в Лондоне.
- Картина фра Бартоломео из Галереи Боргезе. 1499 год
- Вариант Альбертинелли из Монреаля
- Картина в зале 212 Старого Эрмитажа